# Harry Robbins Haldeman

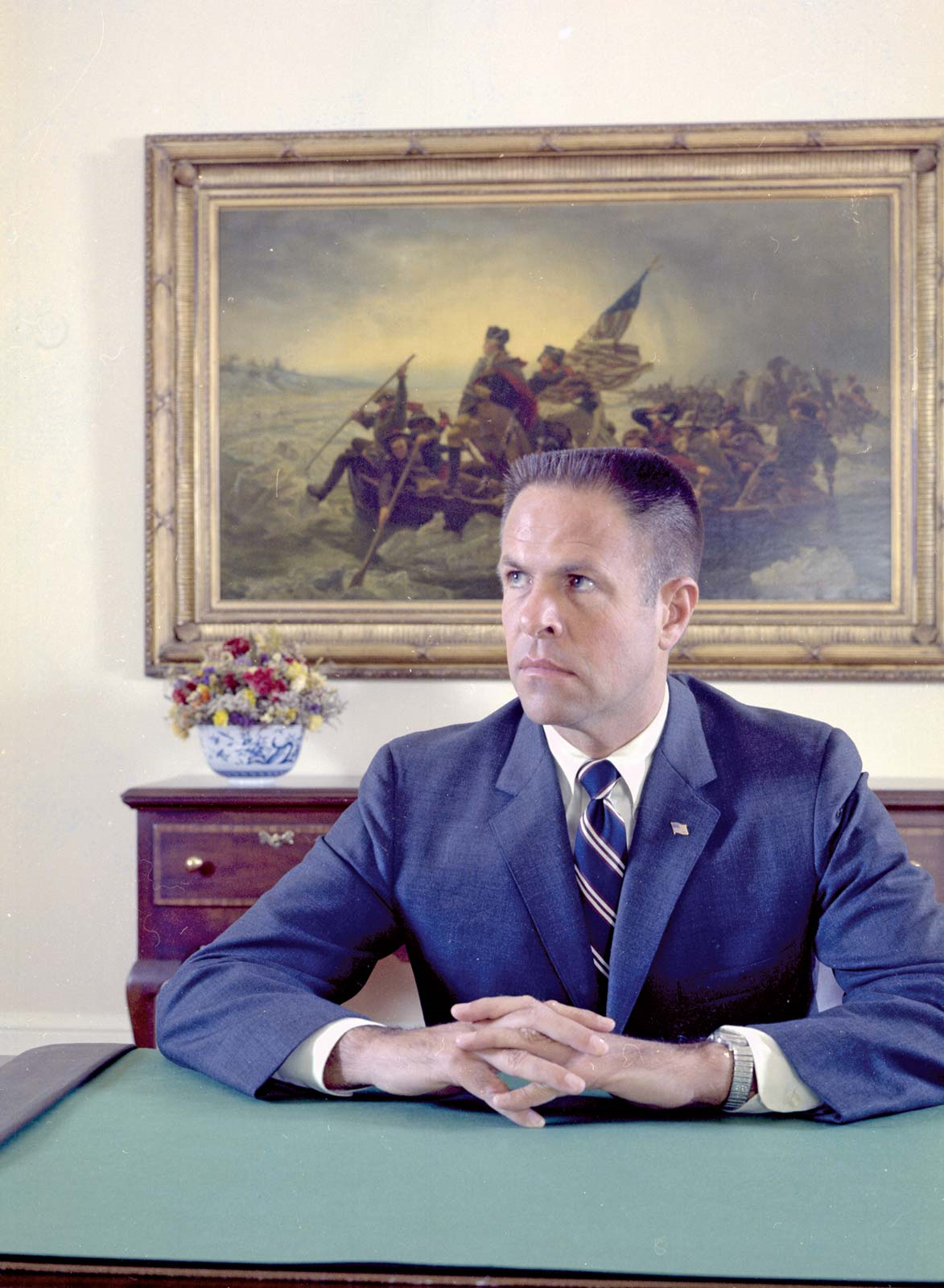
Harry Robbins Haldeman 1971

Harry Robbins „Bob“ Haldeman, auch H. R. Haldeman (anhörenⓘ; * 27. Oktober 1926 in Los Angeles, Kalifornien; † 12. November 1993 in Santa Barbara, Kalifornien) war ein US-amerikanischer Politiker und Stabschef des Weißen Hauses unter Präsident Richard Nixon. Seine beiden Vornamen wurden in der Öffentlichkeit zumeist abgekürzt verwendet. Da Freunde ihn wegen des zweiten Vornamens zudem „Bob“ nannten, entstand das Missverständnis, das „R.“ stehe für „Robert“. Sein Nachname verweist auf seine schweizerischen Vorfahren.

## Leben
1948 graduierte Haldeman an der University of California. Dort lernte er auch seinen Freund John Ehrlichman kennen (später Nixons Berater für innere Angelegenheiten). Beide zusammen wurden dann im Weißen Haus wegen ihrer deutsch klingenden Namen und ihrer Abschirmungsmaßnahmen für den Präsidenten als „Die Berliner Mauer“ bekannt. Haldeman lernte Nixon 1959 kennen und leitete dessen erfolglose Wahlkämpfe 1960 und 1962. Nachdem er jedoch 1968 Nixons erfolgreiche Wahl zum US-Präsidenten (Präsidentschaftswahl in den Vereinigten Staaten 1968) gemanagt hatte, führte das zu seiner Ernennung zum Stabschef des Weißen Hauses.
Sowohl Haldeman als auch Ehrlichman gehörten zum inneren Zirkel Nixons, in dem wesentliche persönliche und vertrauliche Angelegenheiten besprochen wurden. Diese Gespräche wurden durch ein Tonbandsystem des Weißen Hauses aufgezeichnet, das von Nixon selbst in Auftrag gegeben worden war. Darunter waren auch Gespräche, in denen Nixon bei Haldeman die Vertuschung der Hintergründe des Watergate-Einbruchs in Auftrag gegeben hatte. Die Aufnahmen entlarvten Haldeman und Ehrlichman als Schlüsselfiguren des Watergate-Skandals. Allerdings war ein diesbezüglicher Verdacht bereits vor deren Veröffentlichung, insbesondere auf der Basis der Aussagen des Hauptbelastungszeugen John Dean, aufgekommen. Deshalb überredete Nixon am 29. April 1973 seine beiden Berater Haldeman und Ehrlichman in sehr persönlichen Einzelgesprächen in Camp David zum Rücktritt, der am Tag darauf offiziell wurde.
Bis zum Rücktritt Nixons versuchte Haldeman, die Verschwörung von Watergate zu verheimlichen und lieferte andere Personen, wie John N. Mitchell, der Justiz aus. Am 1. Januar 1975 wurde Haldeman wegen Verschwörung, Behinderung der Justiz und Meineid zu einer Gefängnisstrafe von acht Jahren verurteilt, bei der er frühestens nach zweieinhalb Jahren vorzeitig hätte entlassen werden können. Später wurde dieses Strafmaß aber dahingehend reduziert, dass Haldeman am 20. Dezember 1978, nach insgesamt 18 Monaten Gefängnis, wieder auf freien Fuß kam.
Noch im Gefängnis veröffentlichte er 1978 gemeinsam mit Joseph Di Mona seine Darstellung des Watergate-Skandals (The Ends of Power). Das Buch war die Grundlage für Oliver Stones Film Nixon (1995), in dem Haldeman von dem Schauspieler James Woods dargestellt wurde.
Nach seiner Entlassung betätigte sich Haldeman als Geschäftsmann und investierte u. a. in Liegenschaften, Hotels und Restaurantketten. Haldeman starb am 12. November 1993 an den Folgen einer Krebserkrankung.
1994 wurden The Haldeman Diaries, die Tagebücher aus seiner Zeit im Weißen Haus, posthum veröffentlicht.